# Condensaatpot
De functie van een condenspot ofwel condensaatpot is het verzamelen en afvoeren van condensaat en niet condenseerbare gassen uit perslucht of stoominstallaties, zonder dat daarmee verse stoom verloren gaat. Condensaat en lucht moeten dus van stoom gescheiden worden.

## Soorten
Afhankelijk van de manier waarop de condensaatpot stoom van condens vrijwaart, onderscheidenen we vier belangrijke soorten condensaatpotten.

### Mechanische condensaatpotten
Het principe is gebaseerd op de verschillende dichtheden van stoom en water. Enerzijds bestaan er inverted buckets die zoals de naam zegt bestaan uit een omgekeerde emmer met bovenaan een stop. De stoomleiding is verbonden met deze condensaatpot aan de onderkant, het condensaat komt bijgevolg onderaan de emmer binnen. Bovenaan het toestel is de afvoer. Indien het toestel gevuld is met condensaat zal de afvoer open zijn en kan het condenswater wegstromen, is het toestel echter gevuld met voldoende stoom dan stijgt de emmer en wordt een stop op de afvoer gezet. Dit type mechanische condensaatpot is in het bijzonder geschikt om niet condenseerbare gassen te zuiveren en het wordt ook minder gemakkelijk beschadigd door waterslag.
Anderzijds bestaan er ook condensaatpotten met vlotters. Deze staan net zoals de inverted bucket in parallel met de stoomleiding. De afvoer bevindt zich hier langs de onderzijde en een vlotter controleert de afsluiting. Indien er voldoende condens aanwezig is, drijft de vlotter en is de afvoer open. Vergeleken met de inverted bucket heeft deze condensaatpot een groter drukbereik en een hogere capaciteit.

### Thermostatische condensaatpotten
Deze types zijn gebaseerd op het verschil in temperatuur tussen stoom en condenswater. Een stop is verbonden met een zuiger waarbinnen een gas/vloeistof mengsel zit dat uitzet of inkrimpt naargelang de temperatuur. Bij een bimetaal condensaatpot wordt deze zuiger aangetrokken door een reeks om en om gestapelde bimetalen schijfjes. Zolang de temperatuur boven de kooktemperatuur is, zal de stoom de aanvoer afsluiten tot het mengsel in het toestel is afgekoeld. De speling tussen de stop en de zitting kan vooraf vast ingesteld zijn, maar kan met nastelbare types ook tijdens bedrijf worden nageregeld.

### Thermodynamische condensaatpotten
Eveneens gebaseerd op een verschil in dichtheid maar ook op de wet van Bernoulli zullen deze toestellen condens doorlaten en stoom vasthouden. Indien het toestel gevuld is met water kan het afdekplaatje zweven dankzij de druk van het instromende water. Indien er echter stoom binnenkomt zal deze boven het plaatje verzamelen en de druk daar verhogen, het plaatje naar beneden drukken en de in en uitgang afsluiten. De wet van Bernoulli versterkt dit effect. Ook al is er aan de ingang stoom en boven het plaatje stoom dan zal de kracht die inwerkt op het plaatje bovenaan groter zijn. De druk is in beide situaties gelijk maar kracht is druk keer oppervlakte en de oppervlakte aan de ingang is veel kleiner in vergelijking met die boven het plaatje.

### Orifice Venturicondenspot
Het grote verschil met alle andere typen condenspotten is dat orifice venturi condenspotten geen bewegende delen bevatten. De werking van de orifice venturi condenspot ofwel condensaatafscheider is vooral gebaseerd op het verschil in dichtheid tussen water en stoom. Bij lage drukken is de dichtheid van condensaat een factor ca. 1000 groter dan die van stoom. In geval van een kleine doorlaatopening, een orifice, zal het condensaat met een veel lagere snelheid door de opening stromen dan stoom. Indien geen condensaat voor de opening aanwezig zou zijn, zal de stoom met snelheden van rond de 1000 km/h de opening passeren. In geval dat beide media aanwezig zijn, wat in principe bij verzadigde stoomsystemen altijd het geval is, zal het veel dichtere condensaat de stoom tegenhouden cq. verdringen. Het gevolg hiervan is dat er geen verse stoom door de condenspot zal lekken. 
De eerste types orifice condenspotten werden in de jaren 60 ontwikkeld voor de Amerikaanse marine om de betrouwbaarheid en de beschikbaarheid van het stoom- en condensaatsysteem aan boord van schepen te verhogen en een eind te maken aan de grote stoomverliezen door falende condenspotten.
De orifice condenspot bestond in principe uit niets anders dan een schijf met een gat er in. Daarmee had deze orifice condenspot een vrijwel vaste condensaat afvoercapaciteit. Op onder andere leidingontwateringen, met een constante capaciteit, was dit een groot succes. Werd een schip weer in de vaart gebracht, dan werden de stoomleidingen bij opstart met de hand ontwaterd. Deze orifice condenspotten worden inmiddels meer dan 40 jaar bij de Amerikaanse marine met succes toegepast.
Echter in de meeste gevallen waar men te maken heeft met een variabel aanbod van condensaat, zoals bij industriële installaties, is het niet praktisch om bij elke opstart en in geval van deellastcondities de condensaatafvoer met de hand te regelen.
Daarom is de orifice venturi condenspot, met een vaste opening en een getrapte venturi, zonder bewegende delen en voor variabele belastingen ontwikkeld. Bij de opstart van installaties zullen het koude condensaat en niet condenseerbare gassen snel en effectief afgevoerd worden. Is het systeem eenmaal opgewarmd dan zal een percentage van het inmiddels warme condensaat na het passeren van de opening, door het drukverschil over de condenspot, flashen. Deze flash-stoom ofwel ontspanningsstoom veroorzaakt turbulentie en een lokale stromingweerstand na de condenspot. Daarbij zal het snel expanderende medium accelereren in venturi van de condenspot. Gelijk aan de werking van een straalmotor zal volgens de derde wet van Newton, waarbij op elke actie een gelijke reactie in tegengestelde richting zal volgen, door dit effect een lokale tegendruk op de opening opgebouwd worden en daarmee de capaciteit van de condenspot tijdelijk verminderen. Ten gevolge hiervan heeft de orifice venturi condenspot een variabele capaciteit zonder gebruik te hoeven maken van klepmechanismen die aan slijtage onderhevig zijn.